# Carajia
Le site archéologique de Carajía ou Karajía est situé dans la forêt amazonienne au Nord du Pérou. Ce lieu est connu pour être un espace funèbre pour la culture préhispanique qui habitait cette région aux environs de 1460. Il présente une série de tombes et de sarcophages.
Karajía est localisé dans la province de Luya dans la région Amazonas au Pérou, plus précisément sur la paroi droite du ravin de Solmal au sud de la région. Ce cimetière est à 2 072 m d'altitude, les sarcophages et les tombes étant nichés dans un renfoncement à environ 200 m du pied de la falaise.

## Histoire
Le site de Karajía fut découvert en 1984 par l’archéologue péruvien Federico Kauffmann avec l'aide de membres du Club Péruvien des Andes (Club Andino Peruano) et d'un guide de tourisme appelé Carlos Torres Mas. Ils ont trouvé 14 sarcophages dont 7 étaient regroupés et alignés; le troisième d'entre eux est tombé probablement pendant le tremblement de terre de 1928 et a disparu. Cependant, comme les sarcophages étaient unis par les côtés, lors de sa chute il a provoqué des ouvertures dans les autres, ce qui a rendu possible l'investigation des vestiges sans avoir eu la nécessité de trop modifier les restes archéologiques. Chaque sarcophage contenait un corps momifié.
À la suite des études réalisées sur les sarcophages, les archéologues les ont finalement datés de 1460. Ce mode funéraire particulier a permis d'identifier le peuple auquel ces restes appartenaient. Il s'agit de la culture Chachapoyas qui existait pendant la période Huari de 1438 à 1532 dans la région Amazonas.
La région présente plusieurs autres groupes similaires, notamment à Tingorbamba (es) et à Chipuric (es).

## Description

### L'emplacement
Les sarcophages de Karajía, aussi connus par les locaux comme les « Purunmachacos », ce qui veut dire « les anciens décédés », sont répartis en groupes de 4 à 8 sarcophages et sont fixés sur la falaise.
La localisation de ces sarcophages, c'est-à-dire le fait qu'ils soient en hauteur et collés à la roche d'une falaise, de plus protégés des intempéries par un surplomb rocheux, indique la volonté de protection qu'avaient les Chachapoyas envers leurs morts, en les plaçant dans un lieu assez inaccessible et protégé. Cependant lors de la découverte de Kauffmann, il y avait déjà quelques sarcophages profanés.

### Les sarcophages
Les sarcophages de Karajía sont uniques en leur genre par leur taille colossale, jusqu’à 2,50 m de hauteur, par leur fabrication soignée et par le fait qu’ils sont restés pratiquement intacts en raison de leur emplacement au sommet d’un ravin difficile d’accès.
Les sarcophages ont des formes anthropomorphes avec une tête longue et particulière, imitant un masque funéraire Chachapoyas, dont le nez et la mâchoire sont les parties les plus importantes. On remarque l'absence d'épaule et de membre, et un corps en forme de capsule vide où on insérait le cadavre. Le corps et la tête sont décorés par une peinture rouge de deux tons, appliquée sur un fond blanc.
Les visages copient certains masques funéraires en argile. Ils ont été à l'origine faits dans une tablette en bois, découpée en forme de demi-lune pour représenter la mâchoire.
Les matériaux employés pour la construction sont de l'argile, de la paille sèche, des pierres, des végétaux secs et des bâtons de bois.
Les visages des sarcophages de Karajía ressemblent à ceux des monolithes de Recuay, des cuchimilcos de Chancay et même à ceux représentés sur le tumi de Lambayeque.

### Les momies
L'intérieur ne pouvait contenir qu'une seule personne qui était introduite en position fœtale, une caractéristique de la cérémonie funéraire des Chachapoyas. On a aussi trouvé des crânes au dessus de la tête des sarcophages, qui sont les « crânes trophées », symboles de pouvoir et de  puissance.
À l'intérieur du sarcophage qui a été ouvert, une momie a été trouvée, assise sur une peau d'animal et enveloppée dans des tissus mortuaires. Des céramiques et divers objets accompagnaient le défunt. Le sarcophage a été vidé par les scientifiques pour préserver la momie et ses biens.
Sur le corps on peut observer différents ornements, en particulier des dessins géométriques typiques de cette culture qui symbolisent les divinités protectrices, tracés qui ont été faits avec des terres de couleur rouge et blanche.